# Shomi
Shomi était un service canadien de vidéo à la demande détenu par Rogers Communications et Shaw Communications. Le service est vu comme étant un concurrent canadien de Netflix et de CraveTV, disposant de 1200 films et 11 000 heures de programmes télévisés. Le contenu de Shomi est accessible directement depuis le terminal numérique, ou via le site web et l'application de Shomi.
Le 27 mai 2015, Shomi a annoncé que son service serait accessible à tout Canadien disposant d'une connexion internet, ne limitant donc plus son accès aux abonnés de Rogers et Shaw.
Le 26 septembre 2016, il est annoncé que le service va fermer le 30 novembre 2016, les dépenses en millions de dollars dépassent largement les revenus.

## Modèle de distribution
Shomi est un service de vidéo à la demande accessible via un catalogue de produits directement via un Set-top box, son site internet, son application mobile, une console de jeux vidéo connectée à Internet et plusieurs autres appareils disposant d'une connexion à internet .
À l'origine, le service n'était disponible qu'aux abonnés de Shaw Cable et Rogers Cable mais le service a été étendu à tous les internautes canadiens le 27 mai 2015.
Le service est facturé 8,99 $ par mois.

## Catalogue de produits
Au lancement, Shomi propose 340 séries télévisées et 1200 films. Au lieu de proposer au spectateur un contenu qui serait susceptible de lui plaire via un algorithme, le contenu est divisé en plusieurs catégories que le spectateur doit manuellement créer.

## Séries proposées
L'application propose généralement des séries diffusées sur les chaînes opérées par Rogers (Citytv, FX) et Shaw (Global, Showcase), les séries originales d'Amazon Prime et celles diffusées sur Starz.

### Offertes le lendemain
- The Originals (2011–2016)
- Jane the Virgin (2014–2016)
- Transparent (2014–2016)
- iZombie (2015–2016)
- The Messengers (2015)
- Between (2015–2016)

### Saisons précédentes
- 2 Broke Girls (2011–2016)
- American Horror Story (2011–2016)
- The Americans (2013–2016)
- Baby Daddy (2012–2016)
- The Blacklist (2013–2016)
- Black Sails (2014–2016)
- Bob's Burgers (2011–2016)
- Californication (2007–2014)
- Catastrophe (2015–2016)
- Dig (2015)
- Fresh Off the Boat (2015–2016)
- Girlfriends' Guide to Divorce (2014–2016)
- Glue (2014)
- The Honourable Woman (2014)
- It's Always Sunny in Philadelphia (2005–2016)
- Louie (2010–2016)
- Modern Family (2009–2016)
- Mozart in the Jungle (2014–2016)
- NCIS : Enquêtes spéciales (NCIS) (2003–2016)
- New Girl (2011–2016)
- Outlander (2014–2016)
- Parenthood (2010–2015)
- Peaky Blinders (2013–2016)
- Shameless (2011–2016)
- Sons of Anarchy (2008–2014)
- Mon oncle Charlie (Two and a Half Men) (2003–2015)
- Vikings (2013–2016)
- The White Queen (2013)